# Campionato europeo femminile FIRA 2000
Il campionato europeo femminile 2000 (in spagnolo Campeonato de Europa de rugby femenino 2000) fu la 5ª edizione del torneo europeo di rugby a 15 femminile organizzato da FIRA - AER.
Il torneo si tenne in Spagna tra l'8 e il 12 maggio 2000 e fu ospitato da quattro comuni dell'Andalusia: El Ejido, Roquetas de Mar, Vera e Almería, in cui si tennero le finali per il primo e il terzo posto.
In parallelo alla Pool A (la prima divisione) si tenne anche quella B valida come seconda divisione europea.
A laurearsi campione fu la Francia, al suo terzo titolo continentale, che in finale batté la Spagna con il punteggio di 31-0.
Per quanto riguarda invece la retrocessione, Italia e Irlanda, ultime due classificate del torneo, mantennero la posizione battendo nel barrage le prime due della Pool B, rispettivamente Germania e Paesi Bassi.

## Formula
La prima divisione (Pool A) si svolse con la formula dell'eliminazione diretta: le otto squadre partecipanti a tale torneo furono accoppiate in incontri di sola andata validi per i quarti di finale; le squadre vincenti disputarono le semifinali per il titolo e quelle perdenti i play-off per i posti dal quinto all'ottavo; l'ultimo posto avrebbe comportato la retrocessione nella Pool B della stagione successiva.
Per quanto riguarda invece la Pool B del torneo, essa avrebbe dovuto svolgersi con lo stesso sistema, ma Belgio e Russia si ritirarono e fu invitata al loro posto una selezione locale delle Fiandre francesi.
La formula scelta fu quella di minigare di un tempo ciascuna di andata e ritorno.
Le due nazionali di Germania e Paesi Bassi spareggiarono contro le ultime due della Pool A per la promozione.

## Squadre partecipanti

### Pool A
- Francia
- Galles
- Inghilterra
- Irlanda
- Italia
- Kazakistan
- Scozia
- Spagna

### Pool B
- Fiandre francesi
- Germania
- Paesi Bassi

## Pool A

### Quarti di finale
|  | Quarti di finale | Quarti di finale |         |        | Semifinali                | Semifinali                |  |  | Finale | Finale |
|  |                  |                  |         |        |                           |                           |  |  |        |        |
|  |                  |                  |         |        |                           |                           |  |  |        |        |
|  |                  |                  |         |        |                           |                           |  |  |        |        |
|  | Francia          | 41               |         |        |                           |                           |  |  |        |        |
|  | Francia          | 41               |         |        |                           |                           |  |  |        |        |
|  | Irlanda          | 14               |         |        |                           |                           |  |  |        |        |
|  | Irlanda          | 14               | Francia | 19     |                           |                           |  |  |        |        |
|  |                  |                  | Francia | 19     |                           |                           |  |  |        |        |
|  |                  | Inghilterra      | 12      |        |                           |                           |  |  |        |        |
|  | Inghilterra      | Inghilterra      | 12      | 41     |                           |                           |  |  |        |        |
|  | Inghilterra      |                  |         | 41     |                           |                           |  |  |        |        |
|  | Kazakistan       | 3                |         |        |                           |                           |  |  |        |        |
|  | Kazakistan       | 3                | Francia | 31     |                           |                           |  |  |        |        |
|  |                  |                  | Francia | 31     |                           |                           |  |  |        |        |
|  |                  | Spagna           | 0       |        |                           |                           |  |  |        |        |
|  | Scozia           | Spagna           | 0       | 28     |                           |                           |  |  |        |        |
|  | Scozia           |                  |         | 28     |                           |                           |  |  |        |        |
|  | Galles           | 6                |         |        |                           |                           |  |  |        |        |
|  | Galles           | 6                | Scozia  | 10     | Finale per il terzo posto | Finale per il terzo posto |  |  |        |        |
|  |                  |                  | Scozia  | 10     | Finale per il terzo posto | Finale per il terzo posto |  |  |        |        |
|  |                  | Spagna           | 13      |        |                           |                           |  |  |        |        |
|  | Spagna           | Spagna           | 13      | 58     | Inghilterra               | 40                        |  |  |        |        |
|  | Spagna           |                  |         | 58     | Inghilterra               | 40                        |  |  |        |        |
|  | Italia           | 16               |         | Scozia | 20                        |                           |  |  |        |        |
|  | Italia           | 16               |         |        | 20                        |                           |  |  |        |        |
|  |                  |                  |         |        |                           |                           |  |  |        |        |
|  |                  |                  |         |        |                           |                           |  |  |        |        |

| El Ejido 8 maggio 2000 | Francia | 41 – 14 referto      | Irlanda |  |
| Donnadieu 8’ tecnica 21’ de Villiers 28’, 34’ Sartini 39’ Autret-Soreil 48’ mt 68’ Flynn 75’ Belton Sartini 21’, 28’, 34’, 39’ tr 68’, 75’ Reid Hayraud 26’ c.p. |         |                      |         |  |
| |         |                      |         |  |
| Donnadieu 8’ tecnica 21’ de Villiers 28’, 34’ Sartini 39’ Autret-Soreil 48’                                                                                      | mt      | 68’ Flynn 75’ Belton |         |  |
| Sartini 21’, 28’, 34’, 39’ | tr      | 68’, 75’ Reid        |         |  |
| Hayraud 26’ | c.p.    |                      |         |  |

| Vera 8 maggio 2000 | Inghilterra | 41 – 3 referto | Kazakistan |  |

| Almería 8 maggio 2000                                                         | Scozia | 28 – 6 referto | Galles |  |
| Kennedy Christie Sheerin Wilson mt Chalmers tr Chalmers (2) c.p. Williams (2) |        |                |        |  |
|                                                                               |        |                |        |  |
| Kennedy Christie Sheerin Wilson                                               | mt     |                |        |  |
| Chalmers                                                                      | tr     |                |        |  |
| Chalmers (2)                                                                  | c.p.   | Williams (2)   |        |  |

| Roquetas de Mar 8 maggio 2000 | Spagna | 58 – 16 referto    | Italia | Stadio La Algaida |
| Salazar 5’ Batidor 10’, 23’ Pérez 13’, 70’, 77’ Vila 20’, 40’ Martínez 50’ Etxegibel 66’ mt 64’ Gini 74’ Tonna Etxegibel 20’, 40’, 50’, 78’ tr c.p. 8’, 16’ Zanetti |        |                    |        |                   |
| |        |                    |        |                   |
| Salazar 5’ Batidor 10’, 23’ Pérez 13’, 70’, 77’ Vila 20’, 40’ Martínez 50’ Etxegibel 66’                                                                            | mt     | 64’ Gini 74’ Tonna |        |                   |
| Etxegibel 20’, 40’, 50’, 78’ | tr     |                    |        |                   |
| | c.p.   | 8’, 16’ Zanetti    |        |                   |

### Play-off per il 5º posto
|  | Semifinali | Semifinali | Semifinali |        |            | Finale 5º posto | Finale 5º posto | Finale 5º posto |  |
|  |            |            |            |        |            |                 |                 |                 |  |
|  | Irlanda    | Irlanda    | 15         |        |            |                 |                 |                 |  |
|  | Irlanda    | Irlanda    | 15         |        |            |                 |                 |                 |  |
|  | Kazakistan | Kazakistan | 31         |        |            |                 |                 |                 |  |
|  | Kazakistan | Kazakistan | 31         |        | Kazakistan | Kazakistan      | 3               |                 |  |
|  |            |            |            |        | Kazakistan | Kazakistan      | 3               |                 |  |
|  |            |            | Galles     | Galles | 6          |                 |                 |                 |  |
|  | Galles     | Galles     | Galles     | Galles | 6          | 25              |                 |                 |  |
|  | Galles     | Galles     |            |        |            |                 |                 |                 |  |
|  | Italia     | Italia     | 24         |        |            |                 |                 |                 |  |

#### Semifinali
| El Ejido 10 maggio 2000 | Italia | 24 – 25 referto                  | Galles | Stadio Santo Domingo |
| Pizzati 35’ Tondinelli 50’ Zanetti 55’ mt 14’ Rickard 40’ Kift 64’ Flowers Zanetti 35’, 50’, 55’ tr 14’, 64’ Williams Zanetti 3’ c.p. 30’, 80’ Williams |        |                                  |        |                      |
| |        |                                  |        |                      |
| Pizzati 35’ Tondinelli 50’ Zanetti 55’ | mt     | 14’ Rickard 40’ Kift 64’ Flowers |        |                      |
| Zanetti 35’, 50’, 55’ | tr     | 14’, 64’ Williams                |        |                      |
| Zanetti 3’ | c.p.   | 30’, 80’ Williams                |        |                      |

| Almería 10 maggio 2000 | Kazakistan | 31 – 15 referto | Irlanda | Stadio Las Viñas |

#### Finale per il 5º posto
| Vera 13 maggio 2000 | Galles | 6 – 3 referto | Kazakistan |  |

### Play-offper il titolo

#### Semifinali
| Almería 10 maggio 2000 | Francia | 19 – 12 referto | Inghilterra |  |

| Almería 10 maggio 2000 | Spagna | 13 – 10 referto | Scozia |  |

#### Finale per il 3º posto
| Almería 13 maggio 2000 | Inghilterra | 40 – 20 referto | Scozia |  |

#### Finale
| Almería 13 maggio 2000                                                          | Francia | 31 – 0 referto | Spagna | Stadio Juan Rojas |
| Barthe 23’ Hayraud 43’, 53’ Amiel 60’ Donnadieu 69’ mt Sartini 23’, 53’, 60’ tr |         |                |        |                   |
|                                                                                 |         |                |        |                   |
| Barthe 23’ Hayraud 43’, 53’ Amiel 60’ Donnadieu 69’                             | mt      |                |        |                   |
| Sartini 23’, 53’, 60’                                                           | tr      |                |        |                   |

## Pool B
| Data           | Incontro                       | Risultato | Sede            |
| -------------- | ------------------------------ | --------- | --------------- |
| 8 maggio 2002  | Germania ― Paesi Bassi         | 5-12      | El Ejido        |
| 8 maggio 2002  | Fiandre francesi ― Germania    | 8-6       | El Ejido        |
| 8 maggio 2002  | Fiandre francesi ― Paesi Bassi | 5-0       | El Ejido        |
| 10 maggio 2002 | Paesi Bassi ― Germania         | 7-0       | Roquetas de Mar |
| 10 maggio 2002 | Germania ― Fiandre francesi    | 5-0       | Roquetas de Mar |
| 10 maggio 2002 | Paesi Bassi ― Fiandre francesi | 3-5       | Roquetas de Mar |

|  | Classifica       | G | V | N | P | PF | PS | P±  | PT |
|  | ---------------- | - | - | - | - | -- | -- | --- | -- |
|  | Fiandre francesi | 4 | 3 | 0 | 1 | 18 | 14 | +4  | 6  |
|  | Paesi Bassi      | 4 | 2 | 0 | 2 | 22 | 15 | +7  | 4  |
|  | Germania         | 4 | 1 | 0 | 3 | 16 | 27 | -11 | 2  |

## Spareggi promozione / retrocessione
| Roquetas de Mar 13 maggio 2000 Spareggio 7ª Pool A / 3ª Pool B                                                | Italia | 27 – 5 referto | Germania | Stadio A. Peroles |
| Gini 8’ Peguiron 15’ Sanfilippo 31’ Franceschin 66’ mt 74’ tecnica Tondinelli 31’, 66’ tr Tondinelli 60’ c.p. |        |                |          |                   |
| |        |                |          |                   |
| Gini 8’ Peguiron 15’ Sanfilippo 31’ Franceschin 66’                                                           | mt     | 74’ tecnica    |          |                   |
| Tondinelli 31’, 66’                                                                                           | tr     |                |          |                   |
| Tondinelli 60’                                                                                                | c.p.   |                |          |                   |

| El Ejido 13 maggio 2000 Spareggio 8ª Pool A / 2ª Pool B | Irlanda | 19 – 12 referto | Paesi Bassi |  |